# منتخب اليونان لكرة الطائرة للسيدات
منتخب اليونان الوطني لكرة الطائرة للسيدات (باليونانية: Εθνική Ελλάδας)‏ هو منتخب اليونان الرسمي في المنافسات الدولية في كرة طائرة في فئة كرة الطائرة للسيدات.